# Im zarten Alter
Im zarten Alter ist ein französischer Kurzfilm von Julien Gaspar-Oliveri aus dem Jahr 2020.

## Handlung
Diane ist 16 Jahre alt und hat ein gutes Verhältnis zu ihrer alleinerziehenden Mutter Sophie, die sie jedoch zunehmend einengt. In der Schule gibt sich Diane ausgelassen und freizügig, befriedigt ihren homosexuellen Freund Mehdi in der Schultoilette und zeigt beim Klassenfoto ungeniert ihre Brüste, als sie von den Jungen der Klasse dazu aufgefordert wird. Zuhause jedoch muss sie mit ihrer Mutter darum diskutieren, das Wochenende nicht wie im Vorjahr auf dem Blumenfest in einer anderen Stadt zu verbringen und beim Verkauf von Pflanzen auszuhelfen. Diane kann sich durchsetzen. Während die Mutter allein aufs Fest fährt, organisiert die Tochter eine Party zuhause, zu der sie alle Schüler der Klasse einlädt. Sie färbt sich zudem ihre dunklen Haare blond und wird daraufhin von ihren Mitschülern aufgezogen.
Mehdi ist heimlich in den Automechaniker Gabi verliebt und er und Diane begeben sich in die Werkstatt, um Interesse an einem Auto vorzutäuschen. Gabi flirtet schon nach kurzer Zeit mit Diane und Mehdi verlässt enttäuscht die Werkstatt. Diane lädt Gabi zu ihrer Feier ein, wo Mehdi und Gabi miteinander ins Gespräch kommen, doch bleibt es oberflächlich. Auch Diane findet auf ihrer Feier keinen Anschluss zu den Gästen und bleibt meist allein. Als die Party vorbei ist, bleibt Gabi zurück, um Diane beim Aufräumen zu helfen. Beide kommen sich näher und küssen sich. Als Gabi mit ihr schlafen will, bricht Diane das Liebesspiel ab. Auf seine Frage, was los sei, erwidert Diane, dass sie es nicht wisse. Gabi verlässt die Wohnung. Am nächsten Morgen kehrt Sophie vom Blumenfest zurück, findet die Wohnung voller Flaschen vom Vortag und Diane kleinlaut im Bett vor. Sophie umarmt Diane stumm, die zu weinen beginnt. Auch Sophie kommen die Tränen.

## Produktion
Die Idee zum Film kam Julien Gaspar-Oliveri aufgrund einer „denkwürdigen Begegnung“ mit einer jungen Frau. Hatte Gaspar-Oliveri in vorherigen Filmen den Fokus auf die Mutter gelegt, erzählt er in Im zarten Alter die Handlung zum ersten Mal aus der Sicht der Jugendlichen. Die Rolle der Diane gab er dabei Noée Abita, die er ohne Vorsprechen für den Film engagierte. Die Dreharbeiten fanden bis Ende Juni 2019 in Nantes statt, die Szenen in und vor der Schule entstanden am Collège La Durantière. Die Kostüme schuf Jeanne Alamercery, die Filmbauten stammen von Léa Andriansen.
Im zarten Alter wurde Anfang 2020 auf dem Festival du Court-Métrage de Clermont-Ferrand gezeigt. Weitere Filmfestivals folgten, so war der Film im Juni 2020 auf dem Palm Springs International Film Festival und im Oktober 2020 auf dem Festival international de court-métrage de Thessalonique (TISFF) zu sehen. Arte zeigte dem Film erstmals am 2. Februar 2020 im Rahmen der Sendung Kurzschluss im deutschen Fernsehen, wobei er untertitelt lief.

## Auszeichnungen
Auf dem Festival du Court-Métrage de Clermont-Ferrand erhielt Im zarten Alter eine Nominierung für den Grand Prix im nationalen Wettbewerb. Der Film wurde 2022 für einen César in der Kategorie Bester Kurzfilm nominiert.